# جستين براونلي
جستين براونلي (بالإنجليزية: Justin Brownlee) مواليد 23 أبريل 1988 في تيفتون، هو لاعب كرة سلة أمريكي. بدأ مسيرته الاحترافية في سنة 2011. يلعب مع بارانجي جينبرا سان ميغيل في الرابطة الفلبينية لكرة السلة. يحمل الرقم 32. يبلغ طوله 6 قدم 7 بوصة (2.0 م).

## المسيرة الاحترافية
لعب مع مين ريد كلوز في موسم 2011–2012، ثم لعب مع إري بايهوكس في موسم 2013–2014، ثم لعب مع إلان شالون في الدوري الفرنسي في موسم 2015–2016، ثم لعب مع بارانجي جينبرا سان ميغيل في سنة 2016.

## روابط خارجية
- جستين براونلي على موقع كرة السلة الأوروبية.كوم (الإنجليزية)
- جستين براونلي على موقع كلية كرة السلة في سبورتس رفرنس.كوم (الإنجليزية)
- جستين براونلي على موقع ريلجم (الإنجليزية)
- جستين براونلي على موقع بروبوليرز (الإنجليزية)
- جستين براونلي على موقع سبورتس رفرنس (الإنجليزية)
- جستين براونلي على موقع سبورتس رفرنس (الإنجليزية)